# Wojciech Wężyk
Wojciech Wężyk (ur. 7 lipca 1890 w maj. Królewskie, zm. 7 sierpnia 1920 pod Zieleńcem) – porucznik piechoty Wojska Polskiego, kawaler Orderu Virtuti Militari, pośmiertnie awansowany na stopień kapitana.

## Życiorys
Urodził się w Królewskich, rodzinnym majątku Bronisława Mariana h. Wąż (1849–1898) i Stanisławy z Mieczkowskich (1860–1936). 
We Wschowie uczęszczał do gimnazjum, które ukończył w 1909. Należał do „Sokoła”. Po odbyciu rocznej służby wojskowej pracował w zawodzie kupca. W 1914 otrzymał powołanie do służby w armii niemieckiej i w jej szeregach walczył na frontach I wojny światowej. W 1915 otrzymał awans na stopień podporucznika.
Po demobilizacji wstąpił do oddziałów powstańczych i brał udział w walkach podczas powstania wielkopolskiego. Od 15 stycznia 1919 służył w Dowództwie Okręgu I z siedzibą w Poznaniu. W początkowych dniach lutego 1919 otrzymał przydział na stanowisko dowódcy nowo tworzonego III batalionu 1 pułku rezerwowego Strzelców Wielkopolskich. Po otrzymaniu awansu na stopień porucznika wyruszył z baonem na północny odcinek Frontu Wielkopolskiego w kierunku na Czarnków – Budzyń, a następnie pomaszerował pod Rynarzewo. Pod koniec czerwca walczył na Froncie Galicyjskim. Podczas walki pod Biłką, która trwała od 28 czerwca do 17 lipca 1919, wykazał się męstwem. Wyróżnił się także podczas bitwy pod Husiatynem. Podczas, kiedy nieprzyjaciel prowadził silny ostrzał polskich pozycji, porucznik Wężyk dostał się do Zbrucza i na znajdujących się tam kładkach prowadził ostrzał nieprzyjaciela zmuszając go do odwrotu. Za bohaterstwo w walce został wyróżniony Krzyżem Srebrnym Orderu Virtuti Militari. Poległ 7 sierpnia 1920 pod Zieleńcem dowodząc II batalionem 70 pułku piechoty.
Pochowany został w Koźminie Wielkopolskim na cmentarzu parafialnym.

## Ordery i odznaczenia
- Krzyż Srebrny Orderu Virtuti Militari nr 8009[1][3]